# Ferro de hóstias

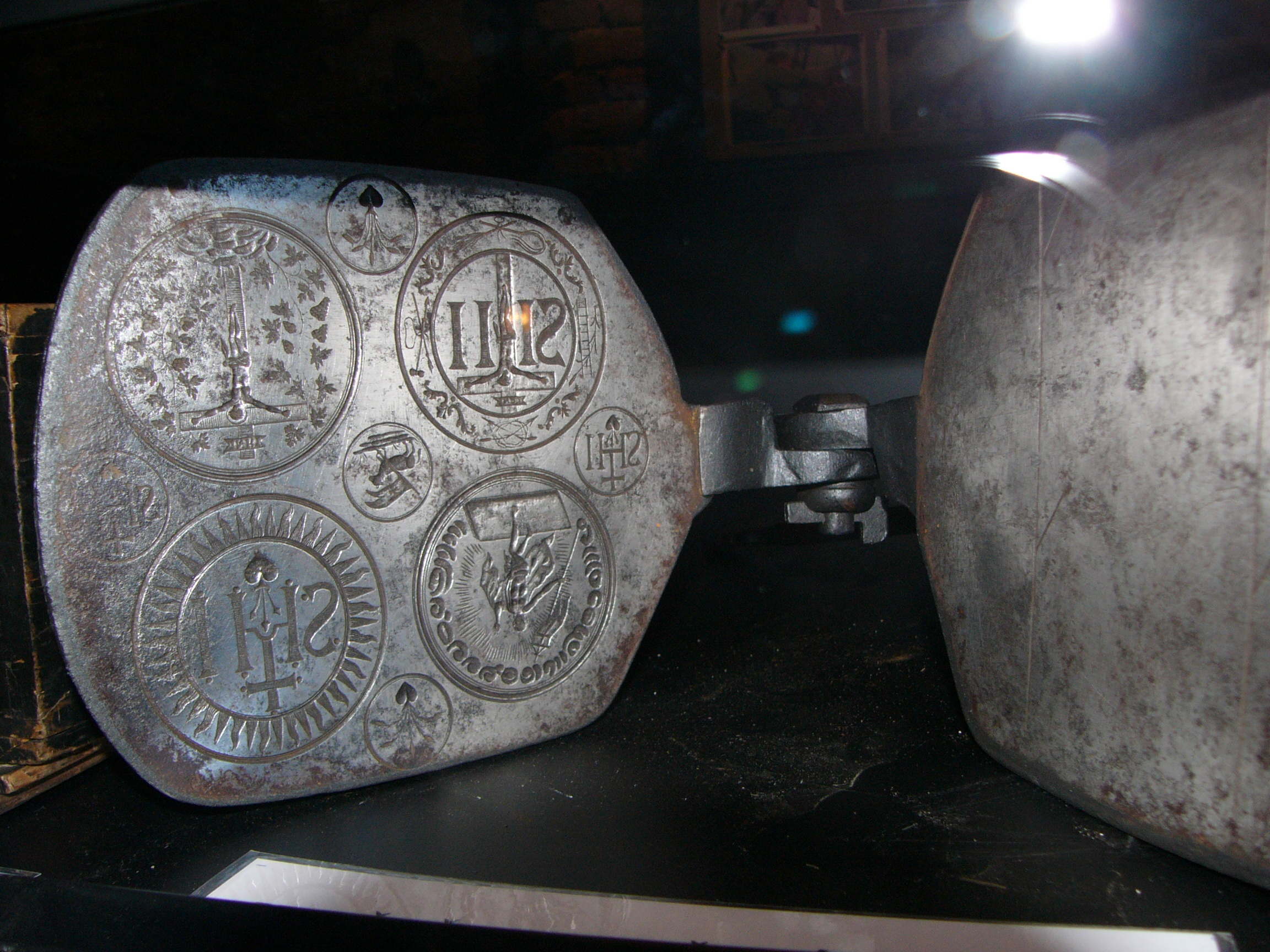
Ferro de hóstias

Um ferro de hóstias (latim ferrum characteratum, do grego χαρακτήρ "selo, cunhagem", ou seja, "ferro de carimbo, ferro de gravação", ou [ferrum] oblatorium para oblata "oferendas", ou seja, "ferro para a oferenda [de pão]") é um dispositivo para assar hóstias a serem distribuídas na Eucaristia. Esses ferros de hóstias, semelhantes ao princípio de um ferro para waffles, consistem em duas placas que são unidas por alavanca. Na placa inferior estão gravadas representações decorativas para diversas hóstias, que são transferidas para a massa por pressão e fixadas quando as hóstias são assadas.
Também era chamado em português de obradeira, léxico considerado antiquado já no século XIX, o qual se referia ao preparo da oblata da missa. As obreias também aludem a esse instrumento, com o qual eram feitas. Em um documento de 1480 de Santiago de Coimbra já se encontra menção da forma "obradeira".

## História
Mesmo nos primeiros tempos cristãos, o pão do altar era marcado com o sinal da cruz e, às vezes, também com um ponto. As representações mais antigas vêm das catacumbas. Por causa da sacralidade do sacramento da Eucaristia, as pessoas não queriam que o pão do altar fosse feito por padeiros seculares. Se nos primórdios da igreja o pão do altar era muitas vezes preparado pelas mulheres cristãs em casa, a produção passou depois para o clero, nas comunidades e nos mosteiros. A Regra de São Pacômio (por volta de 325) recomendou que os monges se dedicassem à contemplação enquanto preparavam o pão do altar. Até a Idade Média, as hóstias só eram assadas em um rito muito solene antes de três ou quatro grandes festivais do ano eclesiástico. Mais tarde, esse hábito foi abandonado porque se presumia que a substância do pão mudaria durante um período de armazenamento tão longo. Carlos Borromeo, por exemplo, ordenou que apenas hóstias com menos de vinte dias pudessem ser usadas em sua diocese. A Congregação dos Ritos condenou a prática de consagrar hóstias na Eucaristia já preparadas três ou seis meses antes.
Nos mosteiros (conforme indicado na planta do eremitério de São Galo) havia salas separadas para a preparação do pão do altar, fornos e ferros de hóstia nos quais era prensado em forma de hóstia, geralmente com o símbolo do crucifixo. Esses ferros estão listados nos registros do tesouro de vários mosteiros.
A placa inferior desse ferro era decorada com duas, quatro ou seis imagens de hóstias. Eles eram usados para fazer hóstias do tamanho da mão e de espessuras variadas. Até o final do século XI, o seu tamanho foi reduzido consideravelmente, de modo que um ferro de hóstias poderia agora ser usado para fazer quatro hóstias, duas grandes e duas pequenas. No final do século 11, as pessoas gradualmente adotaram o costume de fazer grandes hóstias comemorativas para os sacerdotes e pequenas hóstias, do tamanho de uma moeda, para os comungantes. Os ferros de hóstias, que sobreviveram em grande número dos séculos XVI e XVII, mostram que as hóstias feitas antigamente são semelhantes às utilizadas hoje. Eles estão ricamente decorados com imagens do Cordeiro do Livro dos Sete Selos, da Crucificação, do Cordeiro de Deus ou do monograma de Cristo rodeado por uma videira de onde emanam raios. Hóstias particularmente grandes também eram assadas para custódias.
A evidência mais antiga do uso de ferro de hóstias vem de Cartago, no século VI ou VII, antes mesmo de a cidade ser destruída pelos árabes. Neste ferro está o monograma de Cristo com a inscrição baseada no Cântico dos Cânticos 2:1 Hic est flos campi et lilium, "Esta é uma flor do campo e um lírio". Outras evidências do uso de ferros de hóstias datam do século IX. Santo Ildefonso relata uma visão que teve em novembro de 845, em que enxergou uma figura dupla de uma hóstia na forma de "duas rodas gravadas por dois ferros".
Segundo Jérémie Koering, com o ferro de hóstias a hóstia estampada tornou-se então um veículo imagético importante à eucaristia. Levantar a hóstia com figuras durante o rito foi uma resposta ao desejo dos fiéis de verem o corpo de Cristo no altar, prática que foi introduzida em c. 1195 pelo bispo de Paris Eudes de Sully e que se tornou generalizada a partir do século XIV. A estampagem também se tornou popular a partir de retratos da Missa de São Gregório.
Além do mais, essa forma de produzir imagens reúne a multiplicidade do dogma da Trindade, do Corpo Místico de Cristo e da eucaristia em um único objeto: a estampa única presente no ferro de hóstias serve de paradigma, que pode ser reproduzida de forma idêntica em várias hóstias. Todos os fiéis poderiam, simbolicamente, incorporar a mesma imagem. Um exemplo artisticamente bastante rebuscado desse princípio é o ferro de hóstias de meados do século XIII preservado no Museu de Cluny, com imagens que transmitem a centralidade do Cristo em meio a uma comunidade: em um dos lados, ele aparece com estigmas nas mãos e cercado por cenas de sua vida; do outro, ele é rodeado pelos apóstolos.

A semelhança entre a estampagem de hóstias e a cunhagem de moedas também era notada por comentaristas medievais. Por exemplo, assim escreveu Guilherme Durando em Rationale divinorum officiorum, seguindo Honório de Autun:
"O pão é assim formado à maneira de um denário, primeiro porque o pão da vida foi traído por causa dos denários, e porque deveria ser dado como uma recompensa para aqueles que trabalham na vinha. Também o nome e a imagem do nosso imperador são frequentemente escritos neste pão, uma vez que através dele somos reformados na imagem de Deus e nossos nomes são escritos no livro da vida. Alguns também representam um cordeiro ali, primeiro porque aquele que é sacrificado é um verdadeiro cordeiro, mas também por causa do texto, que diz: Isto é o que deves fazer sobre o altar: deves oferecer cordeiros continuamente e vinho para a libação ao cordeiro."
No século XIII, autores também associavam Maria a símbolos eucarísticos como o ferro de hóstias, em que ela servira como um molde e forno. O poeta Konrad von Würzburg, por exemplo, descreveu-a como "ferro de hóstias do pão vivo do céu".
Entre os séculos IX e XI, a Igreja Latina passou a usar pão de trigo ázimo para consagração na Santa Missa, com a preocupação de que o Santíssimo Sacramento fosse desonrado se o pão fermentado se esfarelasse mais facilmente. Gradualmente, as pessoas começaram a assar fatias finas de pão para distribuir aos crentes, a fim de evitar que o pão fosse quebrado várias vezes. Estes foram assados em molde de metal. Nas hóstias comemorativas um pouco maiores para o padre, era aplicado um relevo decorativo – inicialmente um entalhe em cruz como nos séculos anteriores, agora preferencialmente representações ricamente decoradas, incluindo inscrições e inscrições (imago Domini cum litris, "retrato do Senhor com texto"). Francisco de Assis também se preocupou em ter belas hóstias nas igrejas.
Tornou-se também comum a estampagem de imagens religiosas em outros pães fora da eucaristia, na tradição oriental e mundo bizantino a partir do século V e na Europa Ocidental desde a Idade Média até o período moderno. A maioria dos ferros e moldes preservados apresentam desenhos simples: imagens representando Cristo (como o peixe, a cruz ou cordeiro) ou figuras simples de santos com inscrições que contém a palavra eulogia ("benção"). Há também moldes de madeira do Mosteiro de Santa Catarina no Monte Sinai, com um conjunto bastante elaborado: a santa com uma coroa, uma cruz, um ramo de palmeira e seus símbolos e atributos: um livro aberto e uma roda cravada.

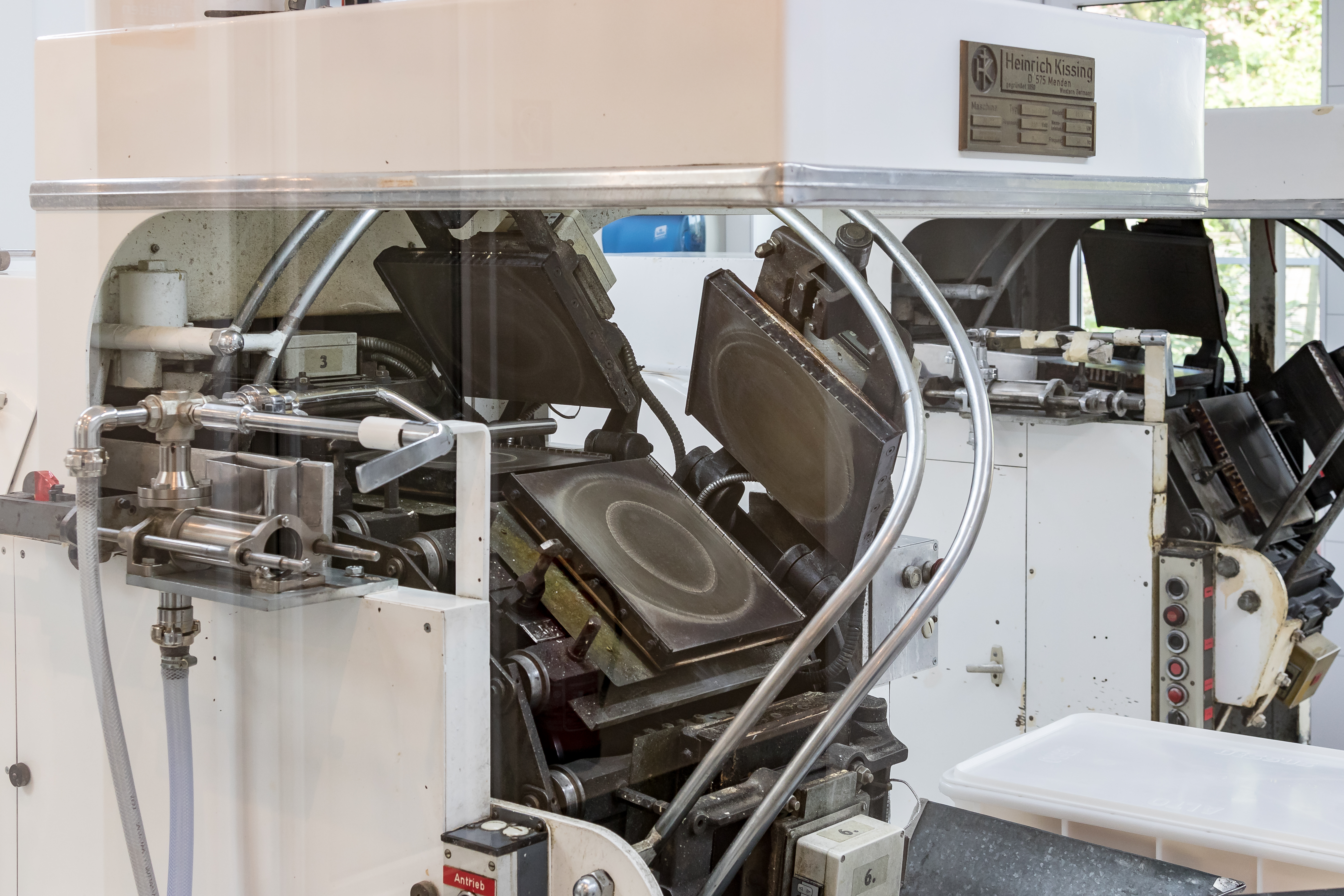
Um ferro de hóstias automático contemporâneo

No final do século XIX, um ferro de hóstias foi encontrado em um mosteiro budista no local da antiga capital mongol Caracórum. Com toda certeza ele pertencia a Guilherme de Rubruck e foi feito a ele por Guillaume Boucher na ocasião da Páscoa de 1254.
Suzanne Karr Schmidt analisa a capacidade de gravura do ferro de hóstias, a ponto de considerar a hóstia como um objeto impresso, e a associa também ao fato de que, com o surgimento da prensa no Renascimento, tornou-se comum a ingestão de outros tipos de arte impressa comestível: pequenos pedaços de papel com imagens de santos ou da Virgem Maria, com o objetivo de curar doenças.